# Federico Pistone
Federico Pistone (Bragado, 13 giugno 1990) è un ex calciatore argentino, di ruolo difensore.

## Carriera
Nella stagione 2010-2011 ha giocato 5 partite in massima serie con l'Argentinos Juniors, mentre nella stagione successiva le presenze sono 3.